# 相馬和夫
相馬 和夫（そうま かずお、1927年1月15日 - 2005年7月23日 ）は、日本の実業家。ヤクルト本社取締役、ヤクルトスワローズ球団社長。

## 来歴・人物
埼玉県熊谷市出身。ヤクルト本社取締役を経て、1970年からヤクルトアトムズ（1974年よりスワローズ）の球団取締役、球団代表などを歴任。
1985年4月に球団社長に就任すると、球団代表の田口周と共に、低迷状態にあったチーム体質の改革に取り組んだ。まず、前年途中に投手コーチから代理監督へと昇格していた土橋正幸を続投させ、若手の抜擢を依頼して新旧交代を推し進め、「ぬるま湯」と称されたチームの雰囲気を変えていった。1987年には田口の勧めで関根潤三監督を招聘し、イケトラコンビ（池山隆寛・広沢克己）をはじめとする若手選手たちを徹底的に鍛え上げさせた。1988年からはオーナー代行も兼任し、編成部門の大幅な見直しを進めてドラフト戦略を成功させ、土橋勝征、内藤尚行、飯田哲也、川崎憲次郎などの有望な素材を集めて、1990年代の日本一3度、リーグ優勝4度の礎を築いた。
相馬は1989年で契約が満了する関根の後任として、生え抜きの若松勉を監督にする計画を立てていた。ところが野球解説者の野村克也（元南海ホークス監督）の理論に惚れ込んだヤクルト本社社長の桑原潤がこれに待ったをかけた。7月に相馬は桑原の命令で団野村（野村の義子で元ヤクルト選手）を介して野村と会食し、桑原からの監督就任の依頼を野村に伝えたが、相馬は水面下で若松監督案の既成事実化を進めるために動き、桑原に意見を求められた川上哲治も若松を推したこともあり、9月には若松の次期監督就任が確実とみられる状況になっていた。桑原はこの状況を覆すため強硬手段に出て、相馬が兼任していたオーナー代行職を解き、自らがオーナー代行に就任して野村の監督就任を決定した。10月に開かれた野村の監督就任会見で、桑原は「野村監督は、私が中心となって決めました。私がオーナー代行も兼ね、全社をあげてバックアップします」と宣言し、野村も「桑原社長には高く評価してもらったのだと思う」と語っていたが、相馬の社長退任後の1995年の開幕直前の激励会で桑原が「（野村）監督は今年で最後の年なので頑張ってくれるでしょう」と発言したことで野村と桑原の関係が悪化すると、以後野村は一転して桑原ではなく相馬に頼み込まれてヤクルトの監督に就任したと主張するようになり、また桑原ではなく相馬に若松を次期監督として育成するよう依頼された、などと主張するようになった。
野村の監督就任後も相馬は引き続き球団社長の職には留まり、野村の要請に応じて毎年のようにドラフトで西村龍次、岡林洋一、伊藤智仁といった即戦力投手の獲得を次々と成功させ、89年のドラフトでは古田敦也捕手獲得の断を下し、1992年にはダグ・デシンセイに依頼してジャック・ハウエルを獲得している。
1993年3月に球団社長を退任。2005年7月23日、肝不全のため栃木県足利市の病院で死去した。享年78。

## エピソード
- ドラフト会議で、競合した目玉選手の交渉権を見事獲得するそのクジ運から「黄金の左手」と呼ばれた[6]。1982年の1位2球団競合の荒木大輔（早稲田実業学校高等部）、1983年の1位4球団競合の高野光（東海大学）、1983年の2位3球団競合の池山隆寛（尼崎市立尼崎高等学校）、1984年の1位3球団競合の広沢克己（明治大学）、1985年の1位3球団競合の伊東昭光（本田技研）、1987年の1位2球団競合の長嶋一茂（立教大学）、1992年の1位3球団競合の伊藤智仁（三菱自動車京都）の各選手をドラフト上位の競合で交渉権を獲得して、入団にこぎつけた[注 2]。ドラフトの抽選において、「迷ったら駄目、最初に触ったものを引く」と発言している。しかし、すべてにおいて交渉権を得たわけではなく、1989年の1位8球団競合の野茂英雄の時のように相馬がクジを引いて外した例もある[7]。